# 旧三日市交番
旧三日市交番（きゅうみっかいちこうばん）は、大阪府河内長野市三日市町に所在するかつての交番。同市から有形文化財に指定されている。

## 概要
- 間口2間、奥行6間、一部木造2階建て。屋根は瓦葺、寄棟造と半切妻造。外壁は下見板張り、ペンキ塗り。基礎はコンクリートまたはレンガ積みで洋風を取り入れている。壁下地には竹小舞が組まれる。1921年 (大正10年) の建築で、1952年 (昭和27年) に修理。さらに近年、瓦の葺き替えやアルミ製の扉の取り替え等の改修も判明した。2007年 (平成19年) 、交番は三日市町駅前に移動し、当建物は2010年10月7日、市から有形文化財指定を受けた。現在はかつて三日市宿として栄えた当地の歴史・文化発信の拠点となっている[1][2]。2018年の台風21号によって、屋根瓦数十枚が割れるなどの被害が出た[3]。

## 現地情報

### 営業
- 営業時間 － 土曜、日曜、祝日の午前10時から午後4時
- 入場料 – 無料

### 交通アクセス
- 南海高野線三日市町駅より徒歩10分

### 周辺施設
- 西條合資会社
- 八木家住宅
- 烏帽子形城跡
- 烏帽子形八幡神社